# Homonotus sanguinolentus
Homonotus sanguinolentus — вид дорожных ос (Pompilidae).

## Распространение
Палеарктика: Европа, Средняя Азия, Сибирь.

## Описание
Длина 6-8 мм (самцы), 7-9 мм (самки). Тело чёрное, или грудка частично ржаво-красная у самок. Охотятся и откладывают яйца на пауков.

## Классификация
Выделяют подвиды:
- Homonotus sanguinolentus (Fabricius, 1793)
  - Homonotus sanguinolentus balcanicus  Haupt, 1927
  - Homonotus sanguinolentus sanquinolentus (Fabricius, 1793)